# 34-й окремий батальйон НГ (Україна)
34-й окремий батальйон (34 ОБ НГУ, в/ч 3014) — підрозділ у складі Південного оперативно-територіального об'єднання Національної гвардії України. Виконує завдання з конвоювання, екстрадиції та охорони підсудних.

## Історія
В 2011 році в м. Одесі сформована військова частина 3014.

## Структура
- 1-ша стрілецька рота;
- 2-га стрілецька рота;
- 3-тя стрілецька рота;
- рота бойового та матеріального забезпечення;
- автомобільна рота;
- комендантський взвод[2];
- взвод начальників варт
- медичний пункт.
- кінологічна група

## Командування
- підполковник Олександр Канава